# Gaspare Moretto
Gaspare Moretto (Cartigliano, 20 agosto 1880 – Altichiero, 2 luglio 1924) è stato un religioso e missionario italiano naturalizzato statunitense, noto per la sua opera a favore degli emigranti italiani negli Stati Uniti, come direttore a New York, dal 1905 al 1921, della Italian St. Raphael Society.

## Biografia
Padre Gaspare Moretto nacque nel 1880 a Cartigliano, in provincia di Vicenza.
Entrò nel seminario dei padri Scalabriniani, un ordine religioso missionario nato nell'Ottocento per l'assistenza ai migranti italiani, e fu ordinato sacerdote il 7 marzo 1903. Nell'agosto dello stesso anno partiva per gli Stati Uniti dove dapprima svolse lavoro pastorale in alcune parrocchie: al S. Rosario a Cleveland, quindi a S. Francesco a Detroit e infine alla Nostra Signora di Pompei a New York. Nel 1905 assunse la direzione della Italian St. Raphael Society, succedendo a padre Giacomo Gambera. Sotto la sua direzione, per 16 anni, l'organizzazione svolse un'importante opera di assistenza in favore di migliaia di immigranti italiani in arrivo a New York, attraverso i suoi rappresentanti a Ellis Island e le due case di ricovero a Manhattan, gestite dalle suore Pallottine.
Nel 1906 Moretto pubblicò una monografia: "La Società San Raffaele per la protezione degli immigrati italiani" (New York, 1906), che rappresenta una preziosa testimonianza sulle condizioni dell'immigrazione italiana ai primi del Novecento.
Il duro lavoro organizzativo e pastorale ebbe un impatto sulla salute di Moretto. Ci furono anche delle accuse mai completamente chiarite di cattiva gestione dei fondi e persino di immoralità personale, tanto che Moretto fu fatto rientrare in Italia nel 1921. Padre Riccardo Secchia gli succedette come l'ultimo direttore dell'organizzazione, prima del suo scioglimento definitivo nel 1923.
Moretto morì nel luglio 1924 ad Altichiero, in provincia di Padova, dove si trovava per curarsi. Fu sepolto nel cimitero di Cartigliano, suo paese natale.